# Simona Tabasco
Simona Tabasco (* 5. April 1994 in Neapel, Kampanien, Italien) ist eine italienische Schauspielerin.

## Leben
Simona Tabasco wurde 1994 in Neapel geboren. Sie besuchte das Centro Sperimentale di Cinematografia in Rom.
Sie debütierte mit einer regulären Rolle in der zweiten Staffel der italienischen Serie Fuoriclasse im Jahr 2014. Sie spielte dann eine führende Rolle in dem neo-schwarzen Film Perez. von Edoardo De Angelis neben Luca Zingaretti und Marco D’Amore. Für ihre erste Filmrolle als Tea, Tochter des Protagonisten Demetrio (dargestellt von Luca Zingaretti), wurde Tabasco bei der Verleihung des Nastro d’Argento 2015 mit dem Premio Guglielmo Biraghi ausgezeichnet.
Sie nahm 2015 an der dritten Staffel der Serie Furioclasse teil und spielte dann in der Serie È arriata la felicità. 2016 spielte sie in Giovanni Bognettis Komödie I babysitter, das italienische Remake der französischen Komödie Babysitting von Philippe Lacheau und Nicolas Benamou. Im selben Jahr nahm sie an den sechs Episoden der Serie I bastardi di Pizzofalcone von Carlo Carlei teil, die nach dem Werk des Schriftstellers Maurizio De Giovanni realisiert wurden. Sie spielt in der US-Serie The White Lotus in der zweiten Staffel mit.

## Filmografie (Auswahl)
- 2022: The White Lotus (Serie, 7 Folgen)
- 2024: Il segreto di Liberato (Stimme)
- 2024: Immaculate
- 2024: Ma chi ti conosce